# Ахтырский район
Ахты́рский райо́н (укр. Охтирський район) — административная единица на юге Сумской области Украины.
Административный центр — город Ахтырка.

## Географическое положение
Административным центром района является город (c 1641 года) Ахтырка, расположенный в пойме рек Ахтырка и Гусынка (левые притоки Ворсклы, бассейн Днепра). Железнодорожная станция — конечный пункт ветки, отходящей от станции Кириковка на линии Сумы — Люботин), на расстоянии 83 км к югу от областного центра Сумы. Общая площадь района составляет 3195,6 км².
По территории района протекают реки Ворскла, Ахтырка, Олешня, Орешня, Криничная, Довбинка, Коденец, Хухра, Грунь, Грунь-Ташань, Буймер, Быстрая, Гусинка, Гусочка, Пробойная, Романиха, Рукав Киселиха, Ташань.

## Население
Численность населения района в укрупнённых границах — 125,6 тыс. человек.
Численность населения района в границах до 17 июля 2020 года по состоянию на 1 января 2020 года — 25 234 человека, из них городского населения — 2 226 человек (посёлок городского типа Чупаховка), сельского — 23 008 человек.

## История
Территория района была заселена издавна.
По русско-польскому соглашению 1647 года Ахтырщина отошла к России. Дальнейшее развитие связано с массовым переселением жителей Поднепровья на юго-восточные окраины Российского государства. Со времени своего возникновения и до первой половины XVIII века Ахтырщина играла роль военно-стратегического пункта на юго-восточной границе Русского государства. После ликвидации полковой системы в 1765 году Ахтырщина стала провинцией Слободско-Украинской губернии, 1780—1796 — Ахтырского уезда Харьковского наместничества.
Согласно постановлению Президиума Всеукраинского Центрального исполнительного комитета об изменениях старой системы районирования на Украине 7 марта 1923 года образовался Ахтырский район, который в то время вошёл в Харьковскую губернию.
В 1920—30-х годах прошлого века проходили многократные изменения количества и состава районов на территории Украины.
Образовались округа, в том числе и Ахтырский округ. Затем Ахтырский округ вошёл в состав Харьковского округа.
Потом опять эта территория стала районом. 9 февраля 1932 года Ахтырский район согласно постановлению Всеукраинского Центрального исполнительного комитета вошёл в состав Харьковской области.
10 января 1939 согласно указу Президиума Верховного Совета СССР была образована Сумская область, которой передали Ахтырский район.
В 1959 году был ликвидирован Грунский район Сумской области, территория которого передана Ахтырскому району. В соответствии с указом Президиума Верховного Совета СССР от 30 декабря 1962 укрупнялись районы Сумской области, в результате чего в состав Ахтырского района вошли Великописаревский и Тростянецкий районы. 1 декабря 1964 года снова был восстановлен Тростянецкий район, за этим 8 декабря 1966 года — Великописаревский.
На момент образования в Ахтырском районе была хорошо развита сеть мелкой и кустарно-ремесленной промышленности. В районе насчитывалось 599 лиц, занятых в мелкой и кустарно-ремесленной промышленности.
17 июля 2020 года в результате административно-территориальной реформы район был укрупнён, в его состав вошли территории:
- Ахтырского района,
- Великописаревского района,
- Тростянецкого района,
- а также города областного значения Ахтырка.

## Административное устройство
Район в укрупнённых границах с 17 июля 2020 года делится на 9 территориальных общин (громад), в том числе 2 городские, 3 поселковые и 4 сельские общины (в скобках — их административные центры):
- Городские:
  - Ахтырская городская община (город Ахтырка),
  - Тростянецкая городская община (город Тростянец);
- Поселковые:
  - Великописаревская поселковая община (пгт Великая Писаревка),
  - Кириковская поселковая община (пгт Кириковка),
  - Чупаховская поселковая община (пгт Чупаховка);
- Сельские:
  - Боромлянская сельская община (село Боромля),
  - Груньская сельская община (село Грунь),
  - Камышанская сельская община (село Камыши),
  - Чернетчинская сельская община (село Чернетчина).

### История деления района

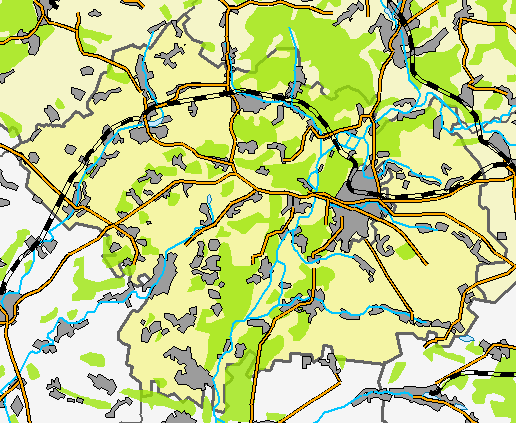
Район в старых границах до 17 июля 2020 года

Район в старых границах до 17 июля 2020 года включал в себя:
| - Поселковых советов: 1 - Сельских советов: 22 | - Посёлков городского типа: 1 - Сёл: 91 |

Местные советы (в старых границах до 17 июля 2020 года):
| - Чупаховский поселковый совет - Бакировский сельский совет - Бугроватский сельский совет - Высочанский сельский совет - Вязовский сельский совет - Гнилицкий сельский совет - Гринченковский сельский совет - Груньский сельский совет - Должикский сельский совет - Камышинский сельский совет - Кардашовский сельский совет - Карпиловский сельский совет | - Куземинский сельский совет - Лантратовский сельский совет - Лутищенский сельский совет - Малопавловский сельский совет - Олешнянский сельский совет - Пологовский сельский совет - Рыбальский сельский совет - Солнечненский сельский совет - Староивановский сельский совет - Хухрянский сельский совет - Чернетчинский сельский совет |

Населённые пункты (в старых границах до 17 июля 2020 года):
| с. Аврамковщина с. Бакировка с. Бандуры с. Беданы с. Борзовщина с. Бугроватое с. Будное с. Буймеровка с. Буро-Рубановка с. Бурячиха с. Вербовое с. Весёлый Гай с. Восьмое Березня с. Всадки с. Высокое с. Вязовое с. Гай-Мошенка с. Гнилица с. Горяйстовка с. Гринченково с. Грунь с. Грунька с. Гусарщина с. Доброславовка с. Должик с. Духовничее с. Желобы с. Журавное с. Закаблуки с. Залесное с. Ивахи | с. Камыши с. Кардашовка с. Карпиловка с. Качановка с. Климентово с. Комаровка с. Коновалик с. Корабельское с. Кудари с. Кудрявое с. Куземин с. Лантратовка с. Лимарево с. Литовка с. Лутище с. Лысое с. Малая Павловка с. Манчичи с. Мирное с. Михайленково с. Молодецкое с. Мошенка с. Неплатино с. Николаевка с. Новое с. Новопостроенное с. Овчаренки с. Озёра с. Оленинское с. Олешня с. Пасеки | с. Перелуг с. Перемога с. Пески с. Пластюки с. Подлозиевка с. Подол с. Пологи с. Попелевщина с. Пылевка с. Пяткино с. Рассоховатое с. Рубаны с. Рыбальское с. Рыботень с. Садки с. Скелька с. Соборное с. Солнечное с. Сосонка с. Софиевка с. Старая Ивановка с. Украинка с. Хухра с. Чернетчина пгт Чупаховка с. Шабалтаево с. Шаповаловка с. Шолудьки с. Щомы с. Ясеновое |

Ликвидированные населённые пункты (в старых границах до 17 июля 2020 года):
| с. Обертень |

## Известные люди
- Берест, Алексей Прокофьевич — советский офицер, участник Великой Отечественной войны, один из тех, кто водрузил Знамя Победы на Рейхстаге. Герой Украины.
- Власенко Георгий Григорьевич (1919—1976) — советский военачальник, заслуженный военный лётчик СССР, генерал-лейтенант авиации. Родился в селе Старая Ивановка.
- Чечвянский, Василий Михайлович — советский украинский писатель, юморист и сатирик, старший брат Остапа Вишни.
- Остап Вишня — советский украинский писатель, юморист и сатирик.